# 林芝镇
林芝镇（藏語：ཉིང་ཁྲི་གྲོང་་རྡལ།），是中华人民共和国西藏自治区林芝市巴宜区下辖的一个乡镇级行政单位。

## 行政区划
林芝镇下辖以下地区：
达则村、卡斯木村、朗欧村、尼池村、真巴村、帮纳村、曲古村、立定村和康扎村。